# Zhao Tuo
En aquest nom xinès, el cognom és Zhao.
Zhao Tuo (xinès tradicional: 趙佗, xinès simplificat: 趙佗, pinyin: Zhào Tuō; Cantonès: Jiu⁶ Tō4) va ser un general al comandament de la Dinastia Qin que més tard va fundar el regne de Nanyue (xinès tradicional: 南越, xinès simplificat: 南越; Cantonès: Nām4yūd⁶). El període de govern sota Zhao Tuo és també conegut per alguns vietnamites com la Dinastia Triệu (赵朝). El 179 aC va derrotar An Dương Vương i es va annexionar Âu Lạc.